# 木造郵便局
木造郵便局（きづくりゆうびんきょく）は青森県つがる市木造にある郵便局。民営化以前の分類では集配特定郵便局であった。

## 概要
住所：〒038-3199 青森県つがる市木造千代町37-5

## 沿革
- 1875年（明治8年）2月1日 - 木造郵便局（五等）として開設[1]。
- 1885年（明治18年）6月10日 - 貯金取扱を開始。
- 1890年（明治23年）4月1日 - 為替取扱を開始。
- 1897年（明治30年）2月16日 - 木造郵便電信局となる。
- 1903年（明治36年）4月1日 - 通信官署官制の施行に伴い木造郵便局となる。
- 1956年（昭和31年）4月10日 - 出精郵便局から電話交換事務の取り扱いを移管[2]。
- 1968年（昭和43年）7月28日 - 電話交換および和文電報配達業務を木造電報電話局に移管。
- 1986年（昭和61年）8月 - 局舎新築。
- 2007年（平成19年）10月1日 - 民営化に伴い、併設された郵便事業五所川原支店木造集配センターに一部業務を移管。
- 2012年（平成24年）10月1日 - 日本郵便株式会社の発足に伴い、郵便事業五所川原支店木造集配センターを木造郵便局に統合。

## 取扱内容
- 郵便、印紙、ゆうパック、内容証明
- 貯金、為替、振替、振込、国際送金、国債
- 生命保険、バイク自賠責保険
- ゆうちょ銀行ATM
- つがる市内の一部地域（旧・木造町南部地域および旧・柏村全域：〒038-31xxの地域）の集配業務

## 周辺
- 青森県立木造高等学校
- つがる警察署
- つがる市役所

## アクセス
- JR五能線 木造駅から北へ約700m（徒歩約10分）
- 弘南バス つがる警察署前停留所下車
- 津軽自動車道（浪岡五所川原道路） つがる柏ICから北西へ約3km
- 駐車場あり：10台